# オーストラリア放送協会
オーストラリア放送協会（英語名：Australian Broadcasting Corporation オーストラリアン・ブロードキャスティング・コーポレーション、略称：ABC, 元の名前：Australian Broadcasting Commission オーストラリアン・ブロードキャスティング・コミッション）は、オーストラリアの公共放送局である。オーストラリア放送協会法(Australian Government 1983)の規定に基づいて設立・業務運営がなされている。オーストラリア連邦政府からの交付金で運営されている。
日本の朝日放送（ABCテレビ/ラジオ）、及びアメリカ合衆国のアメリカン・ブロードキャスティング・カンパニーとは無関係である。

## ラジオ放送
12の原形放送局は：
| 州都 - 2FC 及び 2BL、シドニー - 3AR 及び 3LO、メルボルン - 4QG、ブリスベン - 666、キャンベラ - 5CL、アデレード - 6WF、パース - 7ZL、ホバート | 中継局 - 2NC、ニューカッスル - 2CO、Corowa - 4RK、ロックハンプトン - 5CK、ポートピリー |

ラジオチャンネルは主に国内向けに各ローカル放送を始めとしてRedio National、ABC News Radio、ABC Classic、Triple J の各地上波ラジオ局の他、更に複数のインターネット専門チャンネルを擁する。
他、国際放送のラジオ・オーストラリアがある。

## テレビ放送
参照 :
以下、主に総合チャンネル(ABC TV)で放送中の番組を挙げる。
- The Midday Report-ビジネスと財政のニュース番組。平日のPM12:00から。
- ABC news-ニュース番組。PM7:00から。
- The 7.30 Report-月曜日から木曜日までのPM7:30から。最近の問題を伝える。
- Four Corners-毎週月曜日のPM8:30から。ジャーナリズム番組。
- Media Watch-毎週月曜日のPM9:15から。オーストラリアの各メディアについて伝える。
- Foreign Correspondent-毎週火曜日のPM2:00から。世界中の外国へ派遣された特派員のレポート。
- Rage-オーストラリアの歌手を中心に、ミュージックビデオを流し続ける番組。一部時間帯には、ゲストが司会を務めるコーナーもあり。毎週土曜日のAM0:25からAM11:00までと、PM11:10から日曜日のAM6:00まで放送。

また、2010年には24時間ニュース専門チャンネルABC NEWS 24(現・ABC NEWS)を開局した。
他、ABC Entertains、ABC Family、ABC kidsの専門チャンネルを擁する。
国際放送としてはABC Australiaを展開。

## インターネット
公式HPまたは公式アプリ上でインターネット放送の聴取、または視聴が可能。
ラジオ放送はABCListen、テレビ放送はABCiviewの各サービスがある。
前者は公式HP上で日本国内からもログイン無しで聴取可能。
後者はオーストラリア国外からの視聴が不可。
公式アプリは専門サービス毎に複数用意されている。
この内ABCNEWSアプリを除き、オーストラリア国外でのダウンロード・インストールは非対応となっている。

## 物議をかもした事件
- 番組ザ・チェーサー（英語版）制作チームが、2007年のAPEC首脳会議(APECオーストラリア首脳会議2007（英語版）)でセキュリティーゾーンに入り込みジョージ・W・ブッシュが宿泊したシドニーのホテルの入り口にオサマ・ビン・ラディンの扮装をして現れたコメディアンおよびジュリアン・モロウ（英語版）ら番組関係者11名がオーストラリア連邦警察に逮捕された。NSW州警察は、この大胆不敵ないたずらに激怒しており、政府のデビッド・キャンベル（英語版）警察相は、「少しもおかしくない。チェーサー制作チームは、諧謔もやりすぎないようにとの警察の要請を無視した。市民が警備をこれほど軽く考えていることは憂慮に堪えない」と声明を出した。

APECに関することでは、勝手にAPECのセキュリティーカードを作って、警備員に扮したコメディアンがシドニーやメルボルンで「APECのセキュリティー中の為協力してくださいと」一般人に服を脱がしたり、勝手にテープを張って「進入禁止」等のコメディーやハーバーブリッジで行われた記念花火に対抗して番組が勝手に花火を打ち上げた等公共放送ではあるまじき行為だった。
- カンタス航空系列の格安航空会社であるジェットスター航空が国際線に就航した時、コメディアンが番組で作ったジェットスターのユニフォームを着て「ジェットスターは格安航空会社で危ないのでパラシュートとヘルメットを20オーストラリアドルで販売しています。」と搭乗客を騙したりしていた。尚ユニフォームなどは勝手に会社のロゴを使っていた等で本社のスタッフが激怒していた。
- 2019年6月5日、オーストラリア連邦警察（英語: Australian Federal Police）は「機密情報を公表した疑い」を理由に、シドニーに所在する本部へ家宅捜索を行った。アフガニスタンにおけるオーストラリア軍の特殊部隊による違法な殺害行為などを報じた2017年7月に発表された記事（The Afghan Files）が機密情報を基にしたものだった事が家宅捜索の原因として挙げられている[3]。